# San Miguel (Álava)
San Miguel es una localidad del municipio de Ribera Alta, en la provincia de Álava, País Vasco (España).

## Historia
Antiguamente este municipio era considerado un importante punto estratégico para los habitantes de Castilla para el mar.[cita requerida] Cerca de aquí, en Subijana se encuentra la cueva de Gobaederra en la cual han encontrado restos de material y de humanos.
En 2022, tenía empadronados seis habitantes.

## Demografía
| Gráfica de evolución demográfica de San Miguel entre 2000 y 2017 |
|                                                                  |
| Población de derecho según los censos de población del INE.      |